# سيلاس هاردي
سيلاس هاردي (بالإنجليزية: Silas Hardy)‏ (30 أبريل 1867 في المملكة المتحدة - 27 يونيو 1905 في المملكة المتحدة) هو لاعب كريكت بريطاني (وحمل سابقاً جنسية المملكة المتحدة لبريطانيا العظمى وأيرلندا). لعب مع نادي مقاطعة نوتنغهامشير للكريكت ‏.